# Марк Юний Пера
Марк Ю́ний Пе́ра (лат. Marcus Iunius Pera; умер после 216 года до н. э.) — римский военачальник и политический деятель из плебейского рода Юниев Пер, консул 230 года до н. э., диктатор в 216 году до н. э. Участник Второй Пунической войны.

## Биография
Марк Юний принадлежал к плебейскому роду Юниев, первые достоверные известия о котором относятся к концу IV века до н. э. Согласно Капитолийским фастам, у отца и деда Марка Юния был преномен Децим; таким образом, он был сыном Децима Юния Перы, консула 266 года до н. э. У его деда было два когномена — Пера (Pera) и Брут (Brutus). В историографии считается, что Юнии Перы — одно из трёх ответвлений от основной линии рода, Юниев Брутов.
Первое упоминание Марка Юния в источниках относится к 230 году до н. э., когда он стал консулом вместе с патрицием Марком Эмилием Барбулой. В этой должности Пера воевал с лигурами. Вместе с патрицием Гаем Клавдием Центоном он стал цензором в 225 году до н. э.. Именно эти цензоры провели перепись всех военнообязанных Италии, упомянутую Полибием, причём насчитали 700 тысяч пехоты и 70 тысяч конницы.
Летом 216 года до н. э., получив известия о разгроме римской армии при Каннах, сенат назначил Марка Юния диктатором. Тот сделал своим начальником конницы эдилиция (бывшего эдила) Тиберия Семпрония Гракха и занялся пополнением армии: сформировал четыре легиона из молодёжи, выкупил у хозяев 8 тысяч рабов, отправил в войско 6 тысяч преступников из тюрем, потребовал воинов от союзников. Нехватка оружия была отчасти покрыта трофеями из храмов. Предложение Ганнибала начать переговоры Марк Юний отверг: карфагенскому посланцу Карталону было предписано через ликтора покинуть принадлежащие Риму земли.
Осенью Марк Юний двинулся с 25-тысячным войском в Кампанию, к городу Казилин, но вскоре был вынужден вернуться в Рим, чтобы совершить повторные ауспиции; командующим вместо себя он оставил Гракха. К этому же периоду относятся сообщения источников о военной хитрости, применённой Ганнибалом против Юния: карфагеняне вынудили римлян простоять всю ночь на лагерном валу под дождём, а утром напали и захватили лагерь.
В конце года Марк Юний по вызову сената отправился в Рим и провёл консульские выборы, причём одним из победителей голосования стал его начальник конницы — Тиберий Семпроний. После этого он вернулся в зимний лагерь в Теане. Позже его войско было передано консулу. В историографии существует мнение, что недовольство сенаторов низкой эффективностью Перы как военачальника стало причиной отказа от избрания диктаторов для командования войсками.